# Fra Filippo Lippi

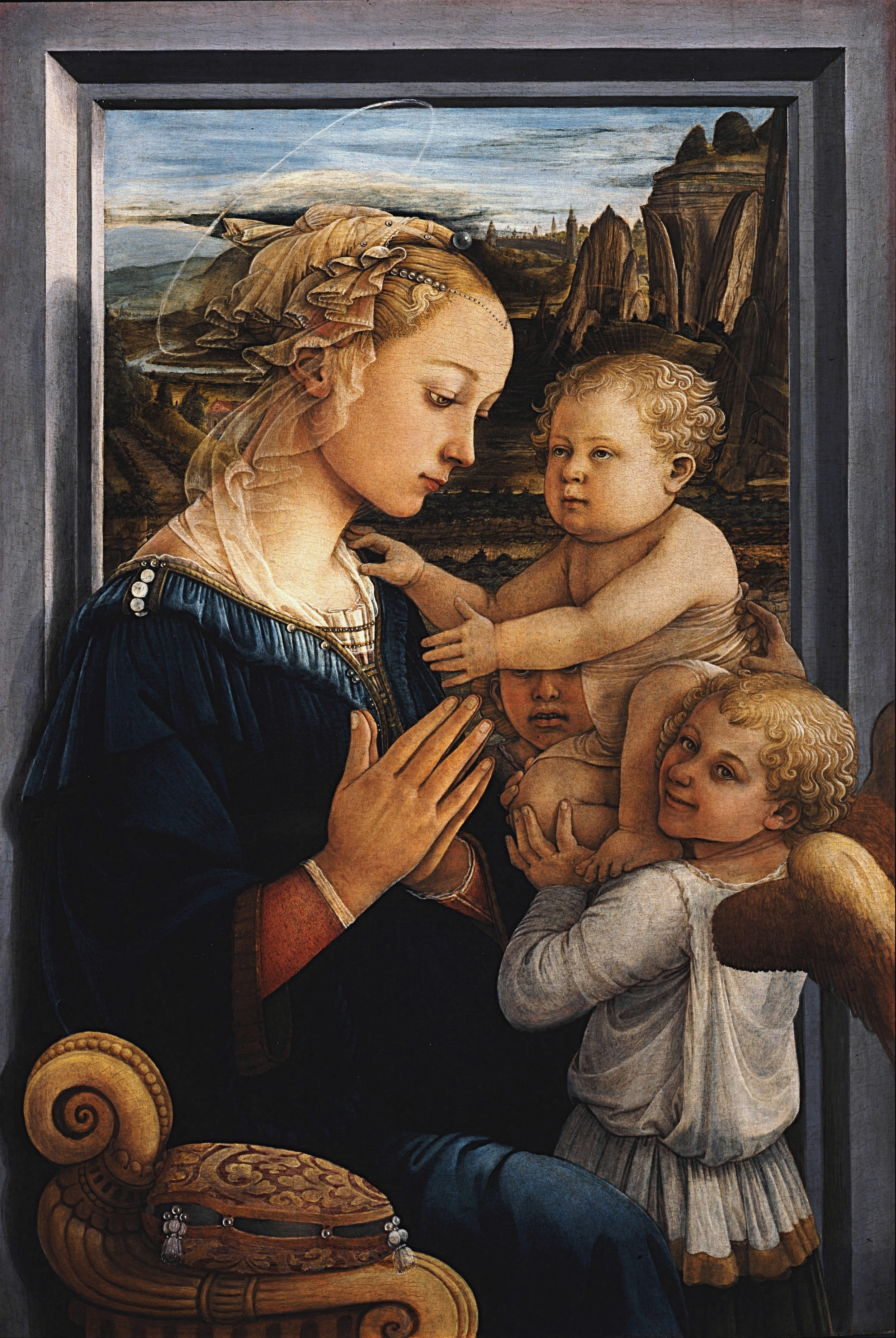
Madonna com dois anjos, meados do século XV, Florença.

Fra Filippo Lippi, ou simplesmente Lippo Lippi, (Florença, c.1406 - Spoleto, 8 ou 10 de outubro de 1469) foi um conhecido pintor florentino do Renascimento.
Lippi foi patrocinado principalmente pelos Médici e dentre seus trabalhos podem-se citar: os afrescos da Capela dos Médici; A Virgem e Menino com Anjos (1467 – 1475) e; A Virgem e Menino com História da Vida de Sant'Ana (1452).
Aos oito anos de idade, a sua tia internou-o num mosteiro carmelita na Toscânia. A vida religiosa, porém, não lhe caiu bem, como descreve Giorgio Vasari em seu livro "As Vidas dos Artistas":
"Ao invés de estudar, ele passava todo o tempo rabiscando desenhos em seus livros e nos dos outros, o que naturalmente levou a que o monsenhor lhe desse todas as oportunidades possíveis para que aprendesse a pintar."
Durante trabalhos na cidade de Prato, apaixonou-se por uma noviça chamada Lucrezia Buti filha de Francesco Buti e Caterina Ciacchi.  Com ela teve um filho, Filippino Lippi, que também se tornou pintor.

## Biografia
Lippi nasceu em Florence em 1406. Quando ainda era criança, perdeu seus pais e foi enviado para morar com sua tia Mona Lapaccia. No entanto, por ser muito pobre para criá-lo, ela o colocou no convento carmelita, próximo à vizinhança. Ele tinha oito anos quando partiu para o convento e começou sua educação lá. Em 1420, foi admitido na comunidade dos frades carmelitas, em Florença, fazendo votos religiosos no ano seguinte, aos dezesseis anos. Ele foi ordenado sacerdote em aproximadamente 1425 e morou nesse convento até 1432.
Giorgio Vasari, o primeiro historiador da arte do Renascimento, escreve que Lippi foi inspirado a se tornar pintor ao assistir Masaccio no trabalho na igreja Santa Maria del Carmine. Os primeiros trabalhos de Lippi, como Tarronia Madonna (Galleria Nazionale, Roma), mostram essa influência de Masaccio. Devido ao interesse de Lippi, o prior decidiu dar-lhe a oportunidade para aprender a pintar.
Em 1432, Filippo Lippi saiu do mosteiro, embora não tenha sido liberado de seus votos. Em uma carta datada de 1439, ele se descreve como o mais pobre frade de Florença, acusado de manter seis sobrinhas casadas. De acordo com Vasari, Lippi passou a visitar Ancona e Nápoles, onde foi capturado por piratas da Barbária e manteve-se como um escravo branco. Sua habilidade em retratos ajudou a libertá-lo, pois ele teria pintado um retrato do chefe dos piratas com carvão, o chefe, impressionado, teria-o libertado. Louis Gillet, escrevendo para a Enciclopédia Católica, considera esta história "certamente nada além de um romance".
Com o retorno de Lippi a Florença em 1432, suas pinturas se tornaram populares, garantindo o apoio da família Medici, que encomendou A Anunciação e os Sete Santos. Cosimo de Medici teve que trancá-lo para obrigá-lo a trabalhar, e mesmo assim o pintor escapou por uma corda feita de seus lençóis. Sua vida incluiu muitos contos semelhantes de ações judiciais, queixas, promessas quebradas e escândalos.
O fim da vida de Lippi foi passado em Espoleto, onde foi comissionado para pintar cenas da vida da Virgem para a abóbada da catedral. Lippi morreu em Espoleto, em ou próximo a 8 de outubro de 1469. O modo de sua morte é uma questão de disputa. Foi dito que o papa concedeu que Lippi se casasse com Lucrezia, mas antes que a permissão chegasse, Lippi tinha sido envenenado pelos parentes indignados da própria Lucrezia ou de uma senhora que a havia substituído nas afeições do pintor inconstante.

## Galeria

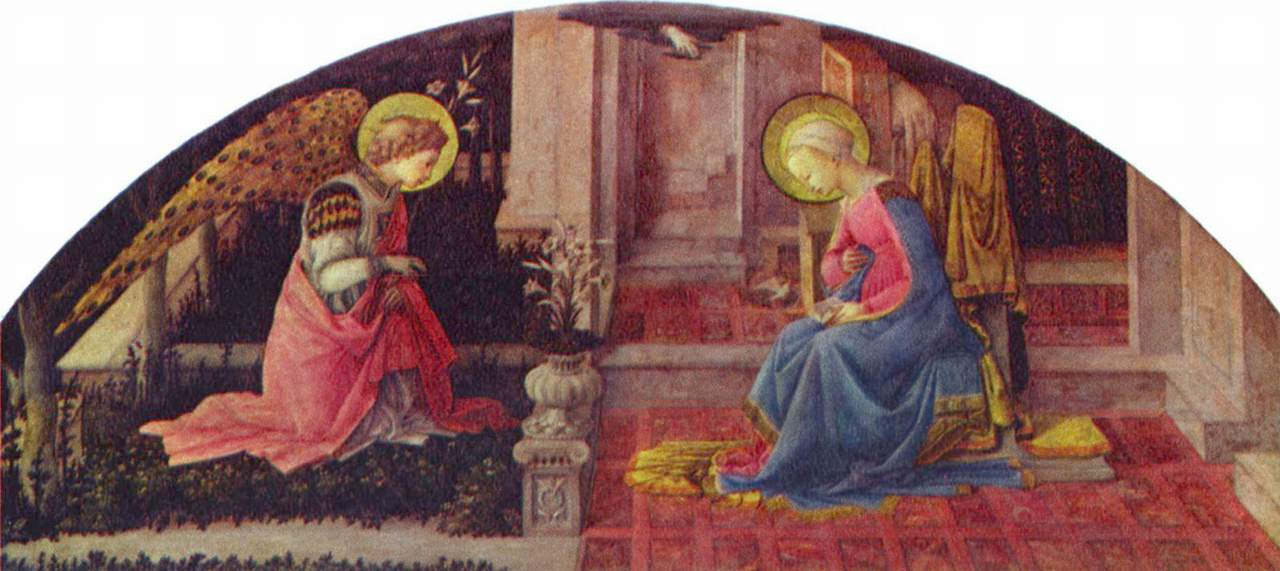
A Anunciação
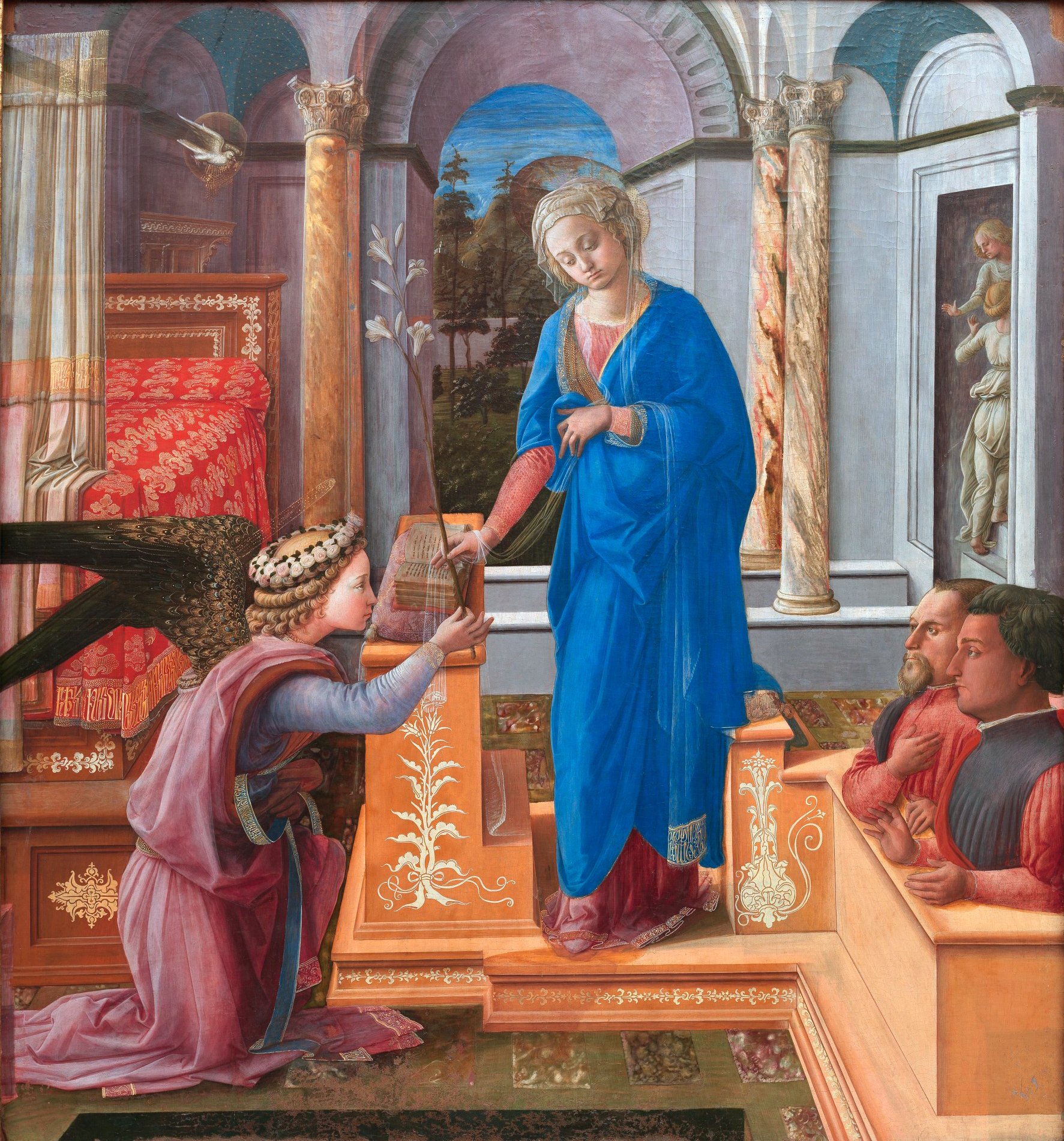
A Anunciação com dois Doadores Ajoelhados, Galeria Nacional de Arte Antiga, Roma, Itália
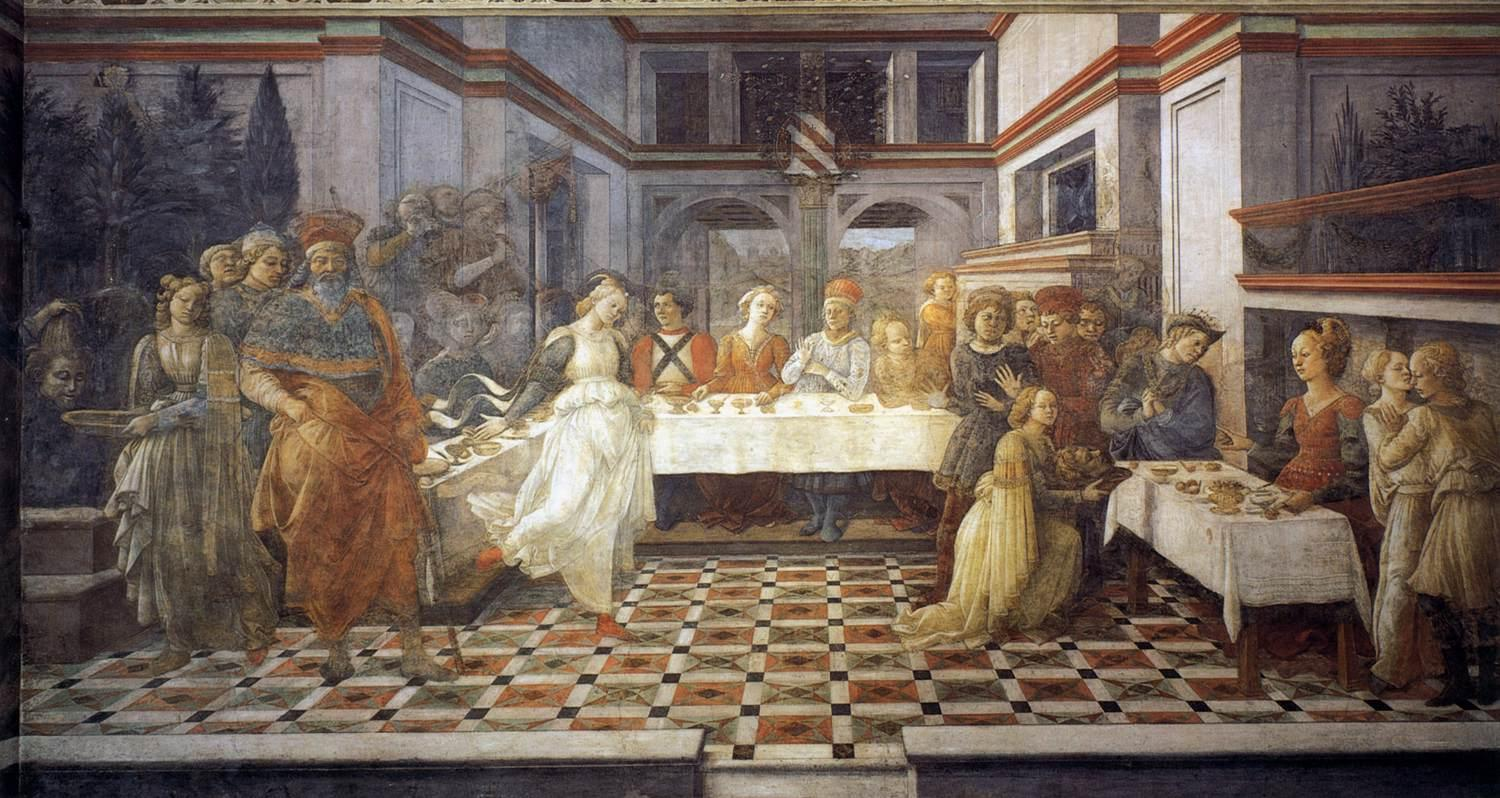
Cenas da Vida de São João Batista: o Banquete de Herodes, Catedral de Santo Stefano, Prato, Itália
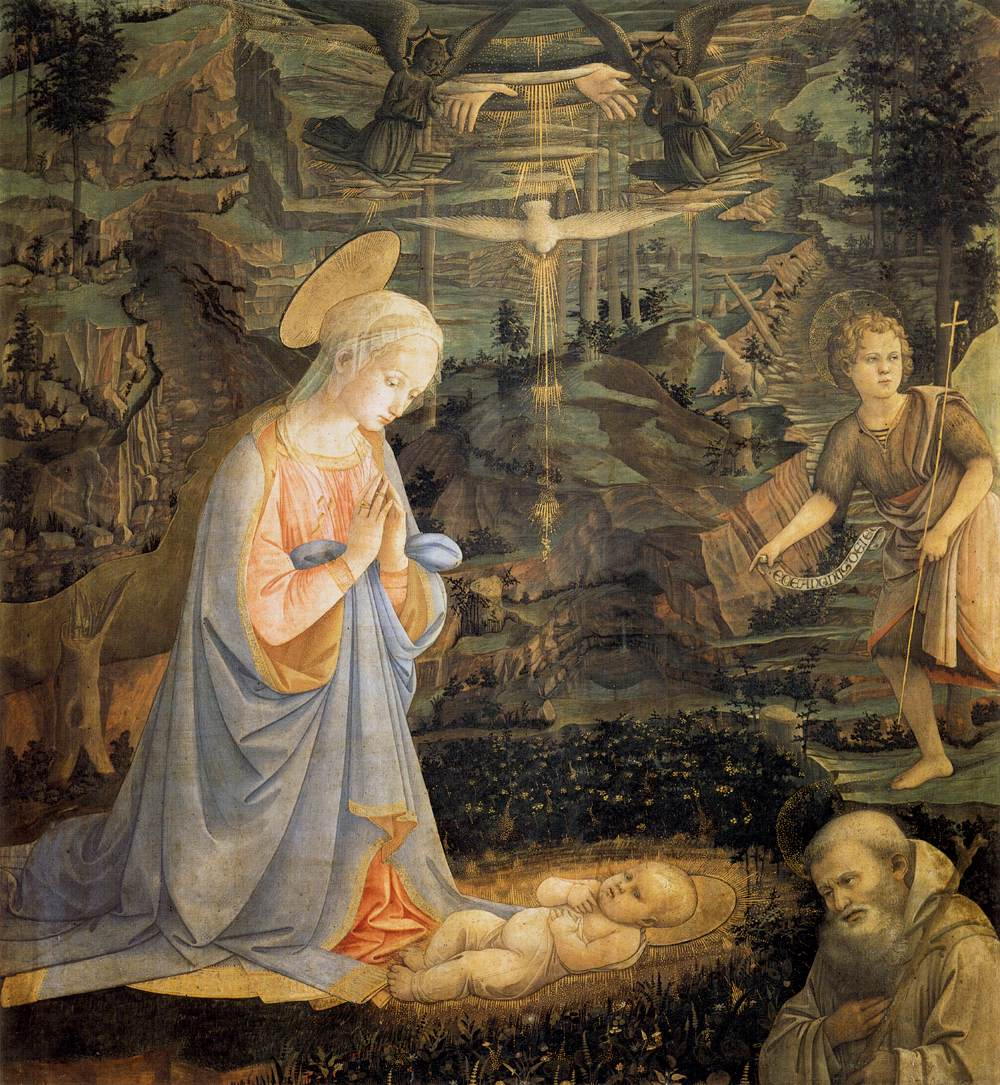
Adoração do Menino com São Bernardo, Galeria Uffizi, Florença
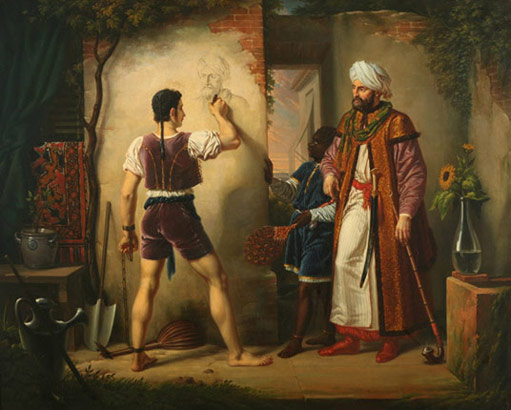
Quadro de Pierre-Nolasque Bergeret (1782-1863) representando Lippo Lippi fazendo o desenho que supostamente teria libertado-o do cativeiro em Argel (ver: Escravidão branca).